# Princess Nokia
Princess Nokia (nota precedentemente come Wavy Spice e Destiny), pseudonimo di Destiny Nicole Frasqueri (New York, 14 giugno 1992), è una rapper e cantautrice statunitense con origini portoricane.
Il suo album di debutto, Metallic Butterfly, venne pubblicato nel 2014 e fu seguito dal mixtape Honeysuckle, pubblicato sotto il nome di Destiny. Come Princess Nokia pubblicò l'EP 1992, seguito da un'edizione deluxe che la fece conoscere al pubblico. Il 26 febbraio 2020 vennero pubblicati due album in studio, Everything Sucks ed Everything Is Beautiful, preceduti dal mixtape emo rap A Girl Cried Red, pubblicato due anni prima.

## Biografia
Princess Nokia nasce nel 1992 a New York, negli Stati Uniti d'America. La madre morì di AIDS quando lei aveva tre anni: ciò la portò ad essere data in affidamento fino ai 16 anni, quando andò a vivere da sua nonna, tra l'East Harlem e il Lower East Side di New York. Nokia dichiarò che la sua madre adottiva era fisicamente violenta con lei.

### Primi anni eMetallic Butterfly(2010–2016)
Princess Nokia registrò il suo primo brano, intitolato Destiny, nel 2010, e lo pubblicò sotto il nome di "Wavy Spice" su Soundcloud. La seconda canzone venne pubblicata poco dopo, intitolata Bitch I'm Posh, che divenne virale su Soundcloud. Come commento sulla storia del colonialismo, Nokia pubblicò YAYA: il titolo è una parola in taino, lingua della prima popolazione che si stabilì nei Caraibi. Frasqueri afferma che "Princess Nokia" è un suo alter ego, introdotto con il brano Nokia. Il 12 maggio 2014 pubblicò il suo album di debutto, Metallic Butterfly. Due anni dopo segue l'EP 1992, assieme al quale venne annunciato un tour.

### 1992 DeluxeeA Girl Cried Red(2017–2019)
L'8 settembre 2017 Nokia pubblicò 1992 Deluxe, una versione estesa dell'EP 1992. Il disco raggiunse la 25ª posizione nella classifica Top Heatseekers di Billboard. NME posizionò l'album al 32º posto dei migliori album del 2017.
Il 18 febbraio 2018 debuttò con un programma radiofonico sulla radio di Apple Beats 1. Gli episodi vennero trasmessi ogni due settimane, e permisero agli ascoltatori di entrare in contatto con i pensieri di Nokia. Il programma ha un totale di 6 episodi, e si intitola The Voices in My Head with Princess Nokia. A settembre fu scelta come uno dei sei ambasciatori del nuovo profumo di Maison Margiela, Mutiny. Tre mesi dopo, il 14 dicembre, ci fu la ripubblicazione sotto l'etichetta Rough Trade dell'album Metallic Butterfly, che comprende tre tracce bonus. Nel 2019 debuttò come attrice nel film indipendente Angelfish, diretto da Peter Lee.

### Everything SucksedEverything is Beautiful(2020–)
Il 26 febbraio 2020 pubblicò simultaneamente due album in studio, Everything Sucks ed Everything is Beautiful. Le sonorità dei due album sono opposte, a dimostrare simbolicamente le due facce della cantante.

## Vita privata
Princess Nokia è una grande sostenitrice del femminismo intersezionale: creò il podcast Smart Girl Club con Milah Libin, dove discute di vita sana e femminismo urban. La cantante è una praticante attiva della Santeria.
Nokia si identifica come bisessuale, e in un'intervista con Out dichiarò come crescere vicino ad una comunità queer di New York sia stata una parte importante della sua vita. I primi concerti furono nei gay club, e in tal modo divenne popolare nella comunità LGBT. Inoltre, identifica il suo genere come non binario, e preferisce che le si rivolga con un pronome neutro (they/them in inglese).

## Controversie
Nel febbraio 2017, durante un concerto di beneficenza all'Università di Cambridge, Nokia accusò un membro del pubblico di averle detto «delle oscenità come "mostrami le tue tette"». L'accusato negò le accuse e lasciò una dichiarazione al giornale dell'università, il The Cambridge Student: «ero in mezzo al pubblico e sento una persona dirmi che il nome della cantante era "Abigail". Mi stavo godendo la sua performance, e ho urlato "Andiamo, Abigail!". Dopo averlo detto, è scesa dal palco. Mi ha schiaffeggiato e mi ha lanciato dei drink». Tornata sul palco, Nokia disse alla folla: «questo è quello che fai quando un ragazzo bianco ti manca di rispetto».
Nell'ottobre dello stesso anno, Nokia fece scalpore per via di un video virale dove lanciava una zuppa calda in faccia ad un uomo sulla metropolitana di Brooklyn. La rapper sentì un uomo bianco urlare degli insulti razziali contro un gruppo di adolescenti, e decise di agire contro le osservazioni razziste schiafeggiando l'uomo e lanciandogli la zuppa. Successivamente twittò: «questo bigotto ha chiamato questo gruppo di ragazzi "negri" sul treno, così mi sono alzata, l'ho preso a schiaffi e tutti sul treno mi hanno sostenuto».

## Discografia

### Album in studio
- 2014 – Metallic Butterfly (come Wavy Spice)
- 2017 – 1992 Deluxe
- 2020 – Everything Sucks
- 2020 – Everything Is Beautiful
- 2023 - I Love You, but This Is Goodbye

### EP
- 2016 – 1992

### Mixtape
- 2015 – Honeysuckle (come Destiny)
- 2018 – A Girl Cried Red

### Singoli
- 2017 – G.O.A.T.
- 2017 – Tomboy
- 2017 – Brujas
- 2017 – Kitana
- 2019 – Sugar Honey Iced Tea (S.H.I.T.)
- 2019 – Balenciaga
- 2020 – Practice
- 2020 – Green Eggs & Ham